# Ellobius fuscocapillus
Ellobius fuscocapillus é uma espécie de roedor da família Cricetidae.
Pode ser encontrada nos seguintes países: Afeganistão, Irão, Paquistão e Turquemenistão.